# Вино
Вино́ (від лат. vinum) — алкогольний 

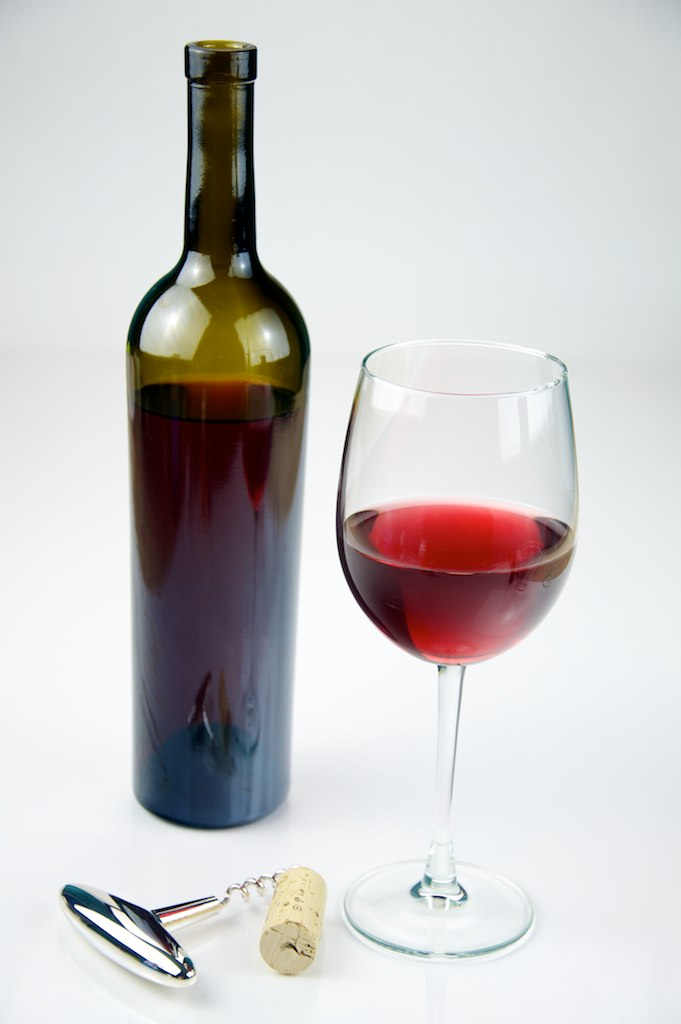
Пляшка і келих світлого червоного вина

напій отриманий шляхом повного або часткового алкогольного бродіння, попередньо роздавленого свіжого винограду або виноградного сусла. Кількість алкоголю внаслідок бродіння має складати не менше 8,5 % об. Беручи до уваги клімат, тип ґрунту, сорт винограду, особливості виробництва вина, мінімальна кількість алкоголю внаслідок бродіння може бути 7 % об., відповідно до законодавства регіону, де воно виготовляється.

## Історія

### Походження виноробства
Найстарішим виноградним кісточкам з культурного винограду, знайдених археологами, налічується 9000 років. Вони були знайдені на Півночі Ірану.

Вино є важливою ознакою існування цивілізації. Саме вавилоняни та єгиптяни, а згодом греки та античні римляни, розповсюджували культ цього напою.

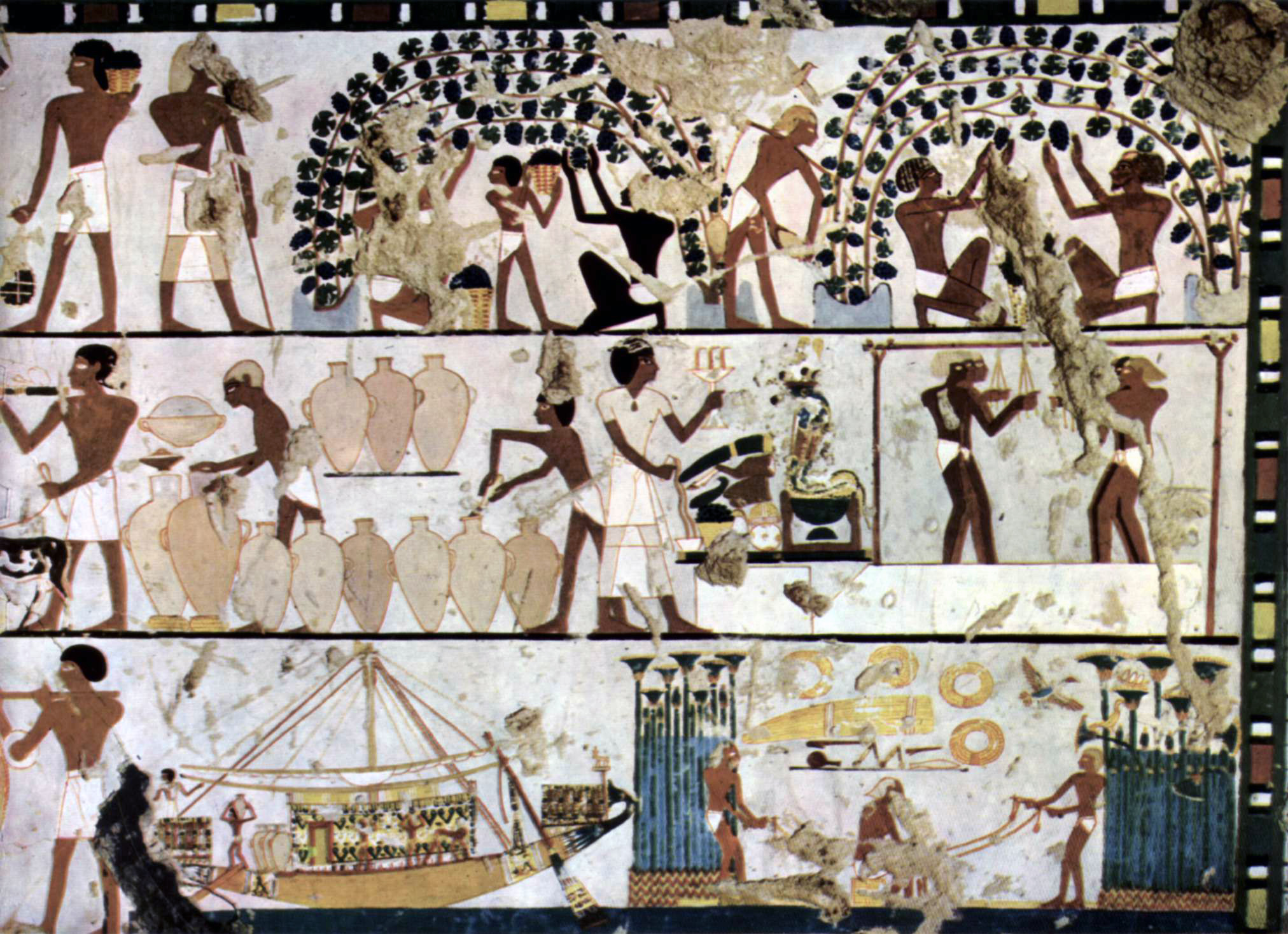
Виготовлення вина (фреска в давньоєгипетському похованні XV ст. до н. е.)

Вино виготовляли вже в Стародавньому Єгипті та Межиріччі. Саме звідти вино й було привезене до Греції, а звідти й до Римської імперії. Також виноробство й споживання вина в давні часи було поширене на всьому Близькому Сході і в Передній Азії. Найстарішим матеріальним свідченням стародавнього виноробства є знайдені археологами в Колхиді (Грузія) вкопані в землю великі глиняні посудини з залишками кісточок винограду з 8000 р. до н. е. Такого ж приблизно віку (7000 років) залишки винної кислоти в черепках глечиків у неолітичному селищі Хаджи Фируз Тепе на півночі Ірану.
На північному сході Вірменії археологами були знайдені найдавніші знаряддя повного виноробного циклу: прес і посудини для збражування, котрі за даними хімічного аналізу належать до 4-го тисячоліття до н. е.
Згідно з міфами та легендами, виноробство трактувалось у різних народів по-різному. Греки вірували в Діоніса (що в римлян звався Бахус) — бога рослинності, родючості та виноробства, з яким пов'язано низку міфів та легенд. Шумери в «Епосі про Гільгамеша» згадують про те, як Гільгамеш знаходить виноградник у XXVII ст. до н. е.
В іспанському місті Кармона археологи виявили найстаріше вино у світі, яке збереглося в рідкому стані. Рідина червоно-коричневого кольору пролежала в недоторканій римській гробниці понад 2000 років. Відсутність сирингинової кислоти, яка утворюється під час розпаду основного пігменту червоних вин, чітко вказувала, що виявлена рідина – це біле вино.
Починаючи з VI століття, виноградники культивувалися середньовічними ченцями, а монастирі ставали свого роду центрами виноробної промисловості, що давало їм прибуток, а також забезпечувало постійний запас вина, символу крові Ісуса Христа, для бенкетів з нагоди різних свят, релігійних служб (причастя), приймання важливих гостей, паломників тощо. У Середньовіччі, з розвитком міст, до виноробства починає долучатися також і заможне міщанство. Міста стали оточувати виноградниками. Таким чином, у XV столітті культивування виноградників стало повсюдним у Франції — на землях церкви, аристократів та бюрґерів. Протягом усього періоду Середньовіччя Франція була найбільшим експортером вина, а регіоном з найбільшою площею виноградників був Іль-де-Франс.[відсутнє в джерелі].
Епоха Просвітництва характерна зростанням досліджень у галузі виноробства. У цей період до різноманітних досліджень були залучені широкі наукові кола. Окремі вчені та навіть цілі університети досліджували проблеми виноробства, зокрема, було детально розглянуто питання очищення, стабілізації та покращення смакових якостей вина. Детальніше зосередились і на сортовому складі виноградників.
Найбільшого розвитку виноробство досягло наприкінці XVII — початку XVIII ст. в Європі. У цей час європейські країни — Франція, Іспанія, Португалія, Італія, Угорщина — стали монополістами в торгівлі вином. Проте з посиленням конкуренції та економічними кризами відбувалося зменшення площ виноградників і скорочення виробництва вина. Однак найбільшу шкоду для європейського виноградарства й виноробства заподіяли завезені з Північної Америки хвороби й шкідники винограду. Зокрема, завезена в 1845 році грибна хвороба оїдіум за короткий термін призвела до зменшення виробництва вина у Франції в 4 рази. У 1853 році був завезений антракноз, а в 1863 році — філоксера. Внаслідок появи філоксери за 15-20 років Франція втратила більше половини своїх виноградників, а виробництво вина впало з 84,5 млн гектолітрів до 23,4 млн гектолітрів. За деякими оцінками, було знищено від двох третин до 90 % відсотків усіх європейських виноградників.

## Вино у Біблії
Рекомендується в Біблії:
- Води більше не пий, але трохи вина заживай ради шлунка твого та частих недугів твоїх. (1 Тимофію 5:23).

Не рекомендується в Біблії:
- А тепер стережись, і не пий вина та п'янкого напою, і не їж нічого нечистого. (Суд.13:4).
- Вино — то насмішник, напій п'янкий — галасун, і кожен, хто блудить у ньому, — немудрий. (Пр.20:1).
- Не будь поміж тими, що жлуктять вино… (Пр.23:20).
- Горе тим, що встають рано вранці і женуть за напоєм п'янким, і тривають при нім аж до вечора, щоб вином розпалятись! (Iс.5:11)
- І не впивайтесь вином, в якому розпуста, але краще наповнюйтесь Духом (Еф.5:18).

Дослідження вживання слів — вінеу, вінус, ойнос й яін, які позначають вино у англійській, латинській, грецькій та єврейській мовах, показало, що ці слова історично вживалися, щоб позначити вичавлений виноградний сік — будь він броджений чи непереброджений. У тих місцях Біблії, де заохочується вживання вина — йдеться про непереброджений сік, а у місцях, де застерігалося вживання вина — йдеться про вино у алкогольному розумінні. До такого висновку прийшов Самуель Баккіоккі у своїй книзі «Вино і Біблія».

## Загальні дані. Етикетка

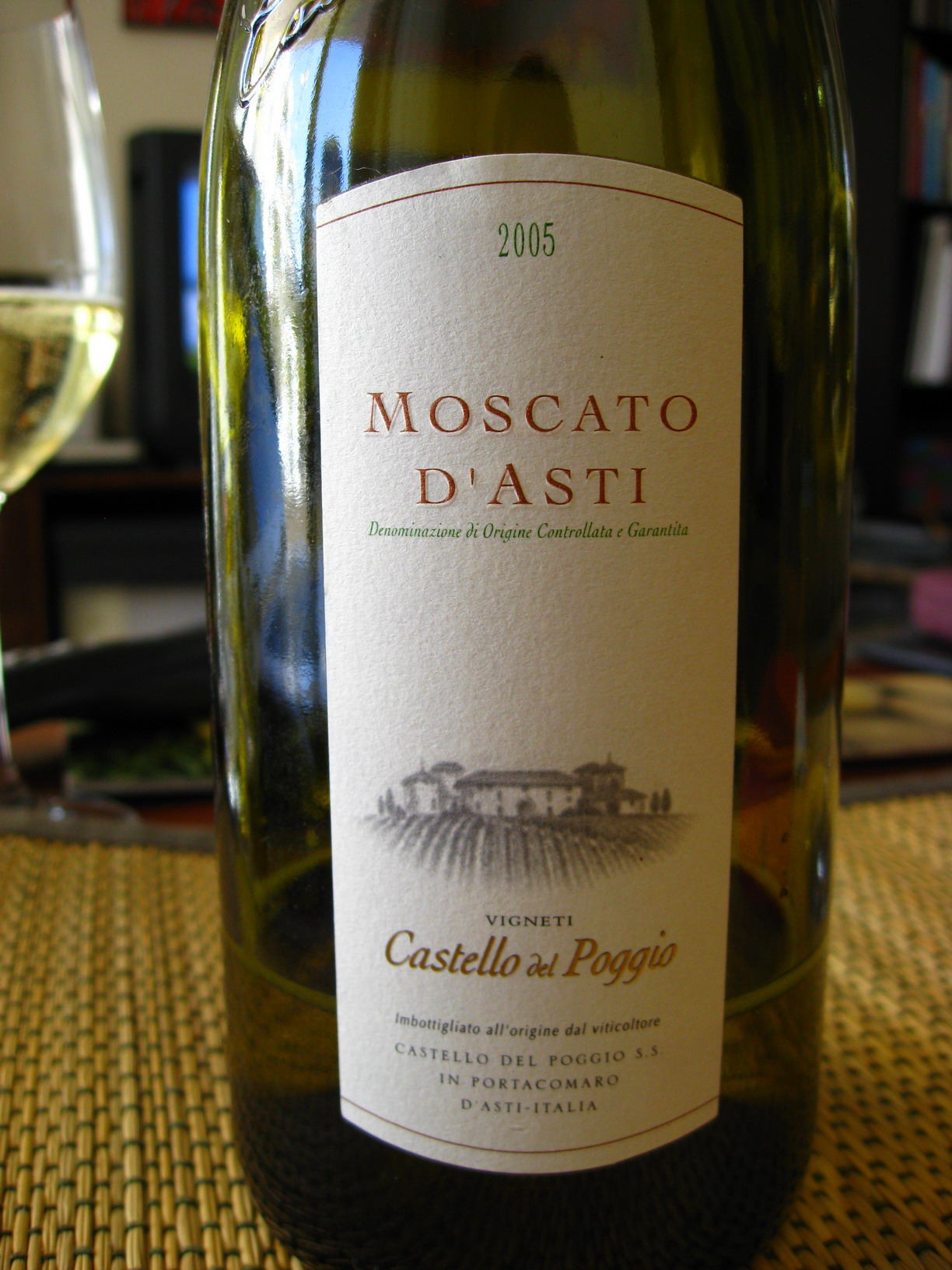
'Мускат з Асті', контрольоване за походженням, винарня Castello del Poggio, регіон Портакомаро, провінція Асті, бутильоване безпосереднім виробником, вино з Італії врожаю 2006

У країнах виноробної культури вина мають загальну класифікацію, що, як правило, зазначається на сучасних етикетках пляшки:
Ім'я вина
- ім'я або індивідуальний сорт вина певної технології, що має власну назву. Напр.: Золотий берег, Бича кров (угор. Egri Bikavér)

сорт основного винограду(Сепаж) наприклад: мерло, каберне совіньйон, шардоне тощо. Для отримання назви за основним сортом у складі вина повинно бути не менше 85 % цього сорту винограду.
Або купаж, кюв'є (cuvée) — суміш різних сортів.
виробник, або фірма-розливач
- винарня, виноробне господарство, хутір: напр.: Château d'Yquem, Castello del Poggio
- або фірма-виробник: напр.: Sandeman, Shabo, Масандра

колірбіле вино, рожеве вино, червоне вино.
рік збору врожаю винограду(або мілезім)
смак або вміст залишкового цукру(у відсотках), а також додаткова назва: сухе вино, напівсухе, напівсолодке, солодке (десертне вино)
вміст алкоголю(у відсотках), а також додаткова назва: наприклад — кріплене вино (лікер, портвейн, тощо).
рівень якостінаприклад, AOC, DOC…
топографічні дані(теруар — в залежності від рівня якості вина. Див.також: Контроль за походженням)
- країна: Франція («французьке вино»), Італія («італійське вино»), ..
- виноробний район, регіон: Бордо, Ріоха, Мадейра, …
- конкретна місцевість (теруар), напр.: Червоний камінь, Ландсгут, Кіндзмараулі тощо.

технологія виготовлення
- ігристі вина, шампанське — вина з додатком діоксиду вуглецю
- вина, що витримані в дубових бочках. Напр. Barrique Vin.
- ароматизовані вина — вина з великою часткою (15-18 %) ароматичних додатків

предикати
- предикати збору винограду (винтаж): молоде вино, лозове вино, пізній збір, льодове вино
- предикати класу (в різних країнах відрізняються): вибране, марочне, селективне, кабінетт

міжнародний реєстраційний номер
шкідливі речовининаявність або відсутність додаткових або шкідливих речовин: біологічне вино, екологічне вино (вино, що не містить додатків, в першу чергу, сульфітів, фунгіцидів, консервантів).
необов'язкові дані
- найліпша температура споживання (на зворотній стороні пляшки)
- рекомендовані харчові страви, які найкраще пасують до цього сорту вина (на зворотній стороні пляшки)
- медалі та інші призи вина

У Європі вина завжди мають контроль за походженням. Вина вищої категорії мають відповідати цілій низці конкретних параметрів, таким як, наприклад, певна місцевість виробництва, набір сортів винограду, мінімальна міцність, спосіб обробки й підрізання лози, час збору винограду. Всі вина, які претендують на цю кваліфікацію, піддаються аналітичним дослідженням і дегустації. Якщо експертна дегустація дає позитивний висновок, вина отримують спеціальний сертифікат і лише потім право називатися контрольованими за походженням. Основна вимога до вин цієї категорії — зазначення географічного місця зростання винограду для їхнього виробництва. Такі країни-виробники, як Іспанія, Греція та Італія, використовуються класифікацію одночасно за регіоном походження та якістю вина.

## Смак і аромат

### Букет
Букет, також запах, аромат — є сукупністю всіх летючих ароматних речовин — компонентів вина, які сприймаються нюхом людини. Інтенсивність букету залежить від багатьох факторів, таких як сорт винограду, його зрілість, рік врожаю, стан розвитку лози, технологія виготовлення вина, додатки і т. д., є також важливим критерієм в оцінці класу та якості вина.

### Смак
Смак вина, як результат ферментації (бродіння) виноградного соку, є комбінацією з кислот, ефірів, залишкового цукру, танинів, мікроелементів та спирту.
Формування смаку вина, перш за все, залежить від виноградної лози. Природні фактори конкретної місцевості (також відомі як теруар) впливають на формування смаків в ягодах в фазі дозрівання. Інші смаки формуються тільки в процесі переробки ягід, бродіння, старіння та зберігання готового вина.
Залежно від частки цукру, вино називається: сухе (дуже сухе), напівсухе, напівсолодке, солодке.
Згідно із сучасними європейськими нормами сорти натурального вина мають такі частки цукру:
| частка цукру в гр/л | українською  | французькою | італійською | іспанською  | португальською | англійською | німецькою   |
| ------------------- | ------------ | ----------- | ----------- | ----------- | -------------- | ----------- | ----------- |
| <9                  | сухе         | sec         | secco       | seco        | seco           | dry         | trocken     |
| 9 — 18              | напівсухе    | demi-sec    | aboccato    | semi-seco   | meio seco      | medium dry  | halbtrocken |
| 18 — 45             | напівсолодке | moelleux    | amabile     | medio dulce | adamado        | medium      | lieblich    |
| >45                 | солодке      | doux        | dolce       | dulce       | doce           | sweet       | süß         |

### Куштування
Після відкорковування пляшки вино починає набирати кисень з повітря і змінювати свій смак. Але у келиху цей процес йде значно швидше.
Перед тим як дегустувати свіжоналите вино, його в келиху злегка збовтують, двічі повертаючи по спіралі до його вертикальної осі.
Замовлення та куштування вина в доброму ресторані проходить у декілька етапів:
- кельнер, офіціант або сомельє приносить до столу замовлену пляшку і дає клієнту ознайомитись зі змістом її етикетки.
- Якщо відвідувач згоден, офіціант відкорковує пляшку і дає замовнику понюхати корок.
- Після наступної згоди він наливає у келих невелику кількість вина (на 2-3 ковтки) і клієнт нюхає вино в келиху та куштує його на смак.
- Якщо вино клієнту сподобається офіціант розливає вино в келихи гостей.
- Якщо клієнт незадоволений смаком вина і відмовляється від замовлення цієї пляшки, офіціант повинен її забрати і принести іншу. Процедура куштування не повинна коштувати клієнту грошей.

Вино наливається у келих до «екватора», тобто до найширшої його частини, що в сучасних стандартних келихах становить приблизно до 1/3 його висоти (див. фото праворуч). В залишковій повітряній камері збираються пари та аромати вина, що надає можливість тому, хто куштує напій, насолодитись як смаком так і букетом вина.

## Класифікація якості
Найстарішою у світі та розвиненою з національних систем є систематизація вин Франції.
- Докладніше: Офіційна класифікація вин Бордо 1855
- Докладніше: Класифікація вин регіону Сент-Емільйон
- Докладніше: Класифікація вин регіону Грав та інші.

1 серпня 2009 Європейський союз ввів уніфіковану систему (з поправкою на місцеві системи) класів якості в залежності від контролю за походженням. Країни-члени ЄС поступово переходять до цієї системи (в дужках вказана стара назва):
| Італія                                                                             | Франція                                                         | Іспанія                                                        | Португалія                                                                           | Німеччина                                                             | Україна                                              |
| ---------------------------------------------------------------------------------- | --------------------------------------------------------------- | -------------------------------------------------------------- | ------------------------------------------------------------------------------------ | --------------------------------------------------------------------- | ---------------------------------------------------- |
| Vino (Vino da Tavola, VdT)                                                         | Vin de France, VdF (Vin de Table, VdT)                          | Vino de Messa VDM, Vino corriente (Denominacion de Origen, DO) | (Vinho do mesa, VdM)                                                                 | Deutscher Wein (Tafelwein)                                            | Столове вино                                         |
| Indicazione Geografica Protetta, IGP (Indicazione Geografica Tipica, IGT)          | Vin de Indication Géographique Protégée, IGP (Vin de Pays, VdP) | Vinos de la tierra (Denominacion de Origen Calificada, DOC)    | Vinho regional                                                                       | Landwein                                                              | Місцеве вино                                         |
| Denominazione di origine protetta, DOP (Denominazione di origine controllata, DOC) | Appellation Controlée (AC)                                      | Vino de Calidad con indicación geográfica IG                   | Vinhos de Qualidade Produzidos em Região Determinada, VQPRD                          | Qualitätswein                                                         |                                                      |
| Denominazione di Origine Controllata e Garantita, DOCG                             | Appellation d'Origine Controlée (AOC)                           | Denominación de Origen Calificada (DOCa)                       | Indicação de Proveniência Regulamentada, IPR (Denominação de Origem Calificada, DOC) | Qualitätswein bestimmter Anbaugebiete, QbA                            | Вина контрольованих найменувань за походженням (КНП) |
| Classico Superiore Riserva                                                         | Superieur Villages                                              | Vino de Crianza Reserva Gran Reserva Vino de Pago              | Superior Reserva Garrafeira                                                          | Prädikatswein (Qualitätswein mit Prädikat, QmP) Kabinett Auslese \|\| |                                                      |

## Виробництво вина

### Основні технології
Червоне вино одержують з винограду зі шкіркою, біле вино — із внутрішньої м'якоті винограду. Цукор перетворюється в спирт під впливом дріжджів Saccharomyces ellipsoideus, що живуть у шкірці винограду. Щоб одержати сухе вино, бродіння повинне продовжуватися довше, ніж для солодкого чи десертного. Шампанське (ігристе вино з області Шампань у Франції) розливають по пляшках, поки процес бродіння не закінчився, в інші ігристі вина штучно додають вуглекислоту. Деякі вина зміцнюють, додаючи спирт і консерванти. Останні можуть мати серйозні побічні ефекти. Тому останнім часом стають усе популярніші вина без консервантів.

### Країни— виробники
- Світове виробництво вина: 10 країн — найбільших виробників[21] :

| Країни    | 2010 (млн гкл) | % від світового | 2005 (млн гкл) | 2000 (млн гкл) | 1990 (млн гкл) |
| --------- | -------------- | --------------- | -------------- | -------------- | -------------- |
| Італія    | 48,525         | 17,15 %         | 50,566         | 51,620         | 54,866         |
| Франція   | 45,704         | 16,15 %         | 52,105         | 57,541         | 65,529         |
| Іспанія   | 35,235         | 12,45 %         | 37,808         | 41,692         | 38,658         |
| США       | 20,887         | 7,38 %          | 22,888         | 21,500         | 15,852         |
| Аргентина | 16,250         | 5,74 %          | 15,222         | 12,537         | 14,036         |
| КНР       | 13,000         | 4,59 %          | 11,800         | 10,500         | 2,7…           |
| Австралія | 11,339         | 4,01 %          | 14,301         | 8,064          | 4,446          |
| ПАР       | 9,336          | 3,30 %          | 8,406          | 6,949          | 8,988          |
| Чилі      | 8,844          | 3,12 %          | 7,885          | 6,674          | 3,978          |
| Німеччина | 6,906          | 2,44 %          | 9,153          | 9,852          | 8,514          |
| . . .     |                |                 |                |                |                |
| Україна   | 2,000          | 0.70 %          |                |                |                |
| Весь світ | 282,897        | 100,00 %        | 275,900        | 282,800        | 265,100        |

## Споживання вина
- Країни — 10 найбільших споживачів вина (абсолютні цифри споживання вина в гектолітрах на рік. Джерело: Статистичний звіт OIV):

| Країни          | 2010 р. (млн. гкл) | 2005 (млн. гкл) | 2000 (млн. гкл) |
| --------------- | ------------------ | --------------- | --------------- |
| Франція         | 28,917             | 33,530          | 34,500          |
| США             | 27,600             | 25,850          | 21,200          |
| Італія          | 24,624             | 27,016          | 30,800          |
| Німеччина       | 20,200             | 19,848          | 20,150          |
| КНР             | 15,846             | 12,306          | 10,695          |
| Велика Британія | 13,200             | 13,143          | 9,696           |
| Росія           | 11,633             | 10,500          | 4,699           |
| Іспанія         | 10,359             | 13,686          | 14,046          |
| Аргентина       | 9,753              | 10,972          | 12,491          |
| Румунія         | 3,853              | 2,379           | 5,215           |
| . . .           |                    |                 |                 |
| Весь світ       | 241,808            | 237,806         | 225,665         |

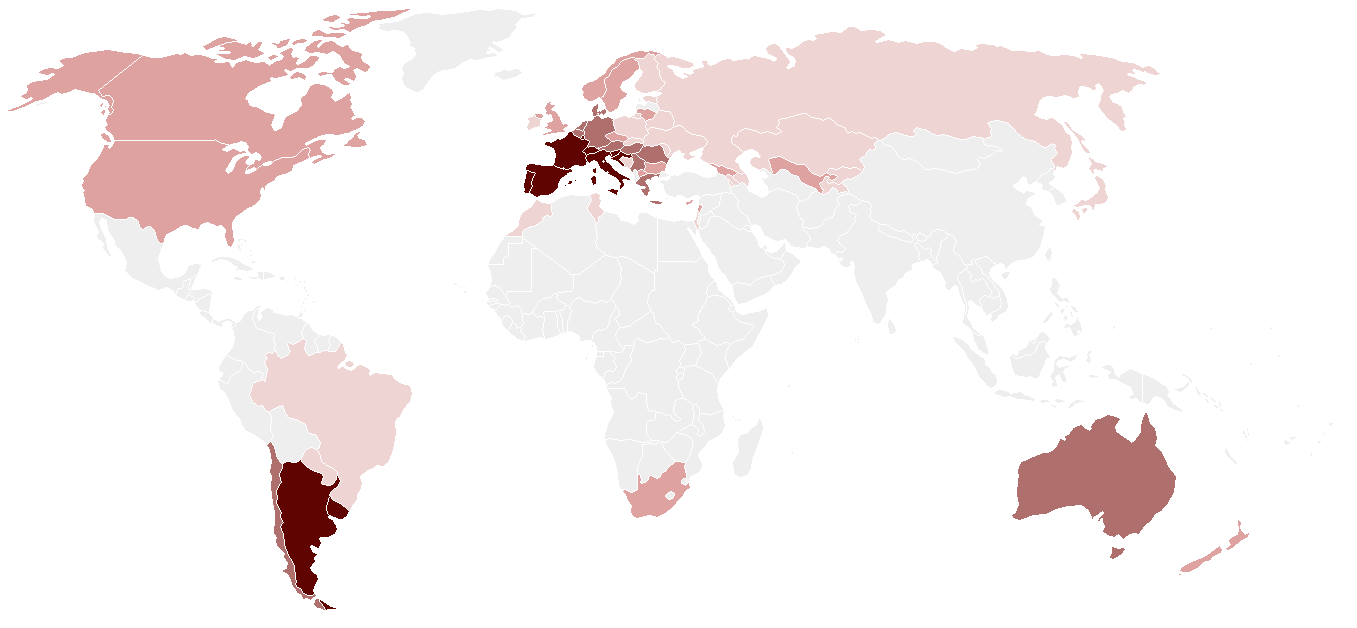
Споживання вина у світі

- Споживання вина на душу населення (споживання на одиницю всього населення країни в літрах на рік, вибірково)[22]:

| Країна     | 2010 (л.) | 2009 (л.) | 2008 (л.) | 2007 (л.) | Динаміка: 2010/2007 |
| ---------- | --------- | --------- | --------- | --------- | ------------------- |
| Франція    | 45,70     | 45,49     | 46,15     | 47,11     | −3,0 %              |
| Італія     | 42,15     | 42,32     | 45,02     | 40,75     | +3,4 %              |
| Португалія | 41,81     | 42,17     | 42,68     | 42,25     | −1,0 %              |
| Швейцарія  | 38,20     | 37,94     | 38,28     | 38,40     | −0,5 %              |
| Словенія   | 36,40     | 36,89     | 39,84     | 39,59     | −8,1 %              |
| Данія      | 35,9      | 34,36     | 33,45     | 27,60     | +27,1 %             |
| Австрія    | 29,23     | 29,23     | 29,35     | 32,64     | −10,4 %             |
| Греція     | 27,52     | 28,21     | 31,69     | 29,98     | −8,2 %              |
| Хорватія   | 26,28     | 26,73     | 27,73     | 26,80     | −1,9 %              |
| Іспанія    | 26,16     | 27,81     | 30,03     | 33,04     | −20,8 %             |
| Австралія  | 24,94     | 24,46     | 22,65     | 22,73     | +9,6 %              |
| Німеччина  | 24,54     | 24,60     | 24,46     | 24,46     | +0,3 %              |
| Аргентина  | 23,74     | 25,29     | 26,10     | 27,29     | −13,0 %             |
| Угорщина   | 23,32     | 23,62     | 25,27     | 32,70     | −28,7 %             |
| Румунія    | 22,94     | 22,94     | 24,60     | 23,60     | −2,8 %              |
| Грузія     | 16,25     | 16,25     | 15,38     | 15,21     | +6,8 %              |
| Канада     | 10,03     | 10,00     | 10,49     | 10,69     | −6,1 %              |
| США        | 9,42      | 8,99      | 8,99      | 8,96      | +5,1 %              |
| Росія      | 8,21      | 8,18      | 8,35      | 7,95      | +3,3 %              |
| Молдова    | 6,25      | 6,25      | 6,25      | 6,34      | −1,5 %              |
| Україна    | 4,49      | 4,60      | 4,79      | 4,82      | −6,9 %              |
| Польща     | 2,05      | 2,00      | 2,02      | 1,80      | +14,0 %             |

## Цінові групи
Ціни на вино формуються на кожному конкретному національному ринку.
Північноамериканський довідник Parker's поділяє вино на наступні групи:
| A   | недороге       | до € 10,-        | за пляшку 0,75 л. |
| B   | середньої ціни | між € 10 — € 15  |                   |
| C   | дороге         | між € 15 — € 25  |                   |
| D   | дуже дороге    | між € 25 — € 50  |                   |
| E   | люксус         | між € 50 — € 75  |                   |
| EE  | вищий люксус   | між € 75 — € 125 |                   |
| EEE | понад € 125,-  |                  |                   |

## Хвороби та дефекти вина
Серед хвороб вина, найчастіше зустрічається цвіль (результат розвитку дріжджів) та оцтове скисання. У вині може виникнути молочнокисле або інше шумування. Лікування цих захворювань проводиться лише на початковій стадії шляхом термічної обробки, сульфітацією, фільтрацією чи за допомогою використання центрифуги.
До дефектів вина відносять небажані зміни властивостей вина, що виникають без участі мікроорганізмів. Серед них виділяють:
- помутніння (залізний (чорний, блакитний) кас, білий кас, мідний кас та оксидазний кас)
- сірководневий запах
- пліснявий присмак

До недоліків вина відносять нетиповий колір вина, надто терпкий смак, помутніння від випадання винного каменю. Вони виникають у результаті використання недоброякісної сировини чи при порушенні технології виробництва.

## Фальсифікація вина
Вже в античні часи серед ассирійців, єгиптян, греків, були відомі так звані «фальсифікації» вина з додаванням в нього води. У Стародавньому Римі було широко поширене «змащування» вина, як приводить Пліній Старший у своїй «Historia Naturalis».
У Середньовіччі були навіть інструкції з виготовлення штучного вина. Крім іншого вино розбавляли соком бузини, щоб зробити його більш темним.
Особливого розмаху фальсифікування вин набуло у ХХ сторіччі. Цьому сприяло різке посилення конкуренції, що стимулювало виробників отримувати якомога дешевші продукти. Це часто відбувалось за рахунок зниження собівартості сировини та матеріалів. В свою чергу це призвело до появи «штучних вин», для виробництва котрих виноградний сік взагалі не потрібен. Через появу численних фальсифікатів у багатьох країнах були прийняті закони про вино, розроблено нормативні документи та технологічні інструкції виробництва. В 1924 році була утворена Міжнародна організація по виноградарству та виноробству (МОВВ).
Закон України «Про виноград та виноградне вино», передбачає наступні способи фальсифікації вина:
- нерегламентоване застосування цукру або продуктів, що містять цукор, у тому числі виноградного походження, для штучного підвищення міцності вин, підміна сортів винограду або зменшення терміну витримки при виготовленні вин марочних;
- додавання води, плодово-ягідних матеріалів, витяжок і відварів з плодів і ягід;
- підробка дешевих вин під найкращі вітчизняні або іноземні марки шляхом штучного збільшення екстрактивності, імітації кольору, аромату і смаку, а також додавання харчових або штучних речовин і есенцій;
- штучна ароматизація рослинними екстрактами чи запашними речовинами органічного синтезу;
- додавання замінників цукру (сахарину, аспартаму та інших подібних штучних речовин);
- виробництво сурогатів вин шляхом екстракції водою виноградних вичавок або родзинок;
- виготовлення сурогатів вин за відсутності продуктів переробки винограду;
- підробка вина за походженням, місцем виробництва, сортовим складом шляхом додавання виноматеріалів з гібридів прямих виробників, які не входять до затвердженого сортименту;
- етикетування, що не відповідає вимогам законодавства, використання інших видів дезінформації покупця при зовнішньому оформленні вин.

## Цікаві факти
За часів існування СРСР різноманітні підробки, сурогати та взагалі «виноподібні» низькоякісні алкогольні напої отримували різноманітні назви та прізвиська: «бормотуха», «бормотень» (від рос. бормотать — бурмотіти, плести язиком), «біоміцин» («біле міцне виніще»), «чорнило» (червоне вино)., «три сокири» («Портвейн 777»), «рига-цетелі» (Ркацетелі), «грушки-яблучки» (плодоовочеві «вина»).